# 大克罗伊茨
大克罗伊茨（德語：Groß Kreutz）是德国勃兰登堡州的一个市镇，隶属于波茨坦-米特尔马克县。总面积为99.42平方千米，截至2020年总人口为8618人。